# Limonia lackschewitziana
Limonia lackschewitziana là một loài ruồi trong họ Limoniidae. Chúng phân bố ở miền Cổ bắc.